# Boxing day
Boxing day és el dia 26 de desembre, després de Nadal. És festa al Regne Unit i molts altres països de la Commonwealth o que tenen origen britànic, com Canadà, Austràlia, Nova Zelanda, Sud Àfrica, i illes d'ultramar britàniques. El nom fa referència a caixes, (box vol dir caixa) i es creu que l'origen és que en el passat els empleats de la llar de cases importants tenien aquest dia de festa i els amos els donaven una caixa amb diners o menjar.